# Emma Sintani
Emma Sintani (La Paz, 8 de dezembro de 1940 — La Paz, 13 de maio de 2003), foi uma bailarina, professora e coreógrafa boliviana radicada no Brasil durante grande parte de sua vida artística e profissional.

## Biografia
Iniciou seus estudos em La Paz, onde, aos dezessete anos, passou a integrar o Ballet Oficial da Bolívia, como Solista Principal.
Tendo como mestres Carmen Bravo, Giovanni Brinatti, Vicente Colomer e Melba Zarate, aperfeiçoou sua arte com dançarinos de renome na Argentina, Espanha e França.
Em declaração ao diário ‘El Día’, afirmou: "a dança é inata ao ser humano, pois o movimento é uma necessidade, por isso o ensino desta arte é muito importante. A iniciação deve ocorrer na infância, pois contribui no desenvolvimento de aspectos positivos como concentração, capacidade de ouvir, disciplina e percepção".
Acompanhada do bailarino Renan Castellon, veio para o Brasil, onde foi professora e coordenadora do Setor de Dança da Universidade Estadual de Ponta Grossa.
Na época em que criou o Grupo de Dança, Emma Sintani já se apresentara com Renan Castellón, em diversos países, até mesmo na China.
Radicada no Paraná, no final do século XX, foi personalidade de grande integridade profissional, sendo chamada frequentemente para aconselhar e elaborar importantes planos de promoção cultural. Por isso, seu retorno à Bolívia foi muito sentido pela comunidade cultural brasileira.
Morreu em La Paz, em 13 de maio de 2003. Pelo seu esforço na formação de plateias em  Ponta Grossa e Curitiba, que se projetou para o Estado do Paraná e por todo o Brasil e para o exterior, assim como sua importância na divulgação da arte, regularmente é lembrada e homenageada em concursos de dança tanto no Brasil como na Bolívia.. Em sua homenagem, em 2013, a Prefeitura de Ponta Grossa, no Brasil, criou o Prêmio Emma Sintani, que visa estimular novos artistas da dança

## Repertórios dançados
- O Lago dos Cisnes, Petipa
- A Bela Adormecida, Petipa
- Bolero, Millos
- O Quebra Nozes, Ivanov
- La Boutique Fantasque, Massine
- O Chapéu de Três Bicos, Bravo
- Variações Fantásticas, Brinatti

## Coreografias de destaque
- A Casa de Bernarda Alba
- Rituais
- Bahia Colonial
- El Amor Brujo
- Concerto de Natal
- Danças da Idade Média
- Zapata
- O Pássaro e o Samurai
- Uma Pequena História Trivial
- Ballet Romantine
- Jogos Sentimentais

## Escola de Dança Emma Sintani
Fundada, em 1963, no município de Ponta Grossa, a convite da Sociedade de Cultura Artística Brasílio Itiberê (SCABI), se apresentou em palcos do Brasil, como Teatro Guaíra e no exterior.

## Reconhecimento Profissional
Alcançou reconhecimento como professora e coreógrafa, sendo convidada nas seguintes instituições:
- Real Academia de La Dança, Espanha
- Balet Oficial, Bolívia
- Corpo de Baile, Paraguai
- Ballet Teatro Guaíra, Curitiba
- Ballet do Teatro Municipal, Rio de Janeiro.

## Prêmios e Títulos
- Cidadã Honorária de Ponta Grossa
- Prêmio Rotary na Área das Artes
- Medalha ao Mérito da Fundação Teatro Guaíra
- Mulher Notável
- Personalidade de Destaque
- Destaque na Dança
- Diploma de Honor, concedido pelo Governo Boliviano.